# Heresis
Heresis (Revue Semestrielle d'Hérésiologie Médiévale) és una revista francesa d'història d'aparició semestral publicada pel Centre d'Estudis Càtars René Nelli, dedicada a l'estudi científic i la divulgació de les dissidències religioses dins del context del món cristià medieval. Aquesta publicació és reconeguda pel CNRS (Centre Nacional de la Recerca Científica) i rep ajuts del Consell General del departament de l'Aude, la ciutat de Carcassona, el Centre National du Livre, el Centre Régional des Lettres i el mateix Estat Francès.
Inicialment era una revista dedicada a la investigació dels càtars del Llenguadoc, tanmateix va anar ampliant el seu marge d'estudi a altres fenòmens d'heretgia europeus. Fundada per Anne Brenon el 1983, hi ha col·laborat Michel Roquebert, Robert Muro Abad de la Universitat del País Basc o Paul Plouvier de la Universitat de Montpellier. Pilar Jiménez és actualment la coordinadora de la revista.